# Guido Fubini

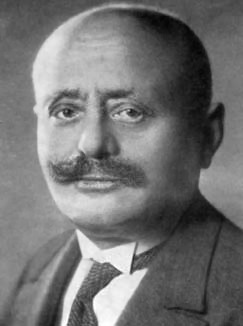
Guido Fubini

Guido Fubini (* 19. Januar 1879 in Venedig; † 6. Juni 1943 in New York) war ein italienischer Mathematiker.

## Werdegang
Fubini war der Sohn eines Mathematiklehrers und ging in Venedig zur Schule. Er studierte ab 1896 an der Scuola Normale Superiore di Pisa unter anderem bei Ulisse Dini und bei Luigi Bianchi, bei dem er 1900 über Clifford-Parallelen in elliptischen Räumen promoviert wurde. Ab 1901 lehrte er an der Universität in Catania und bald darauf in Genua.  Ab 1908 lehrte er in Turin sowohl am Polytechnikum als auch an der Universität. 1939 emigrierte er als Jude mit seiner Familie in die USA als Reaktion auf die nun rassistisch gewordene Politik Mussolinis, die auch dazu geführt hatte, dass man ihn in den Ruhestand zwang. Der Hauptgrund für seine Emigration war die Sorge um die Zukunft seiner beiden Söhne, die Ingenieure bzw. Physiker waren. Fubini nutzte eine Einladung des Institute for Advanced Study 1939 und lehrte danach einige Jahre in New York City, seine Gesundheit ließ aber wegen Herzproblemen nach.
Als Mathematiker beschäftigte er sich zunächst mit projektiver Differentialgeometrie und später mit verschiedenen Gebieten der Analysis wie Funktionentheorie und Integralrechnung (Satz von Fubini). Weitere Gebiete waren Gruppentheorie und mathematische Physik, besonders in der Zeit des Ersten Weltkriegs, wo er sich mit mathematischen Problemen aus der militärischen Anwendung in der Artillerie beschäftigte, und später aus Interesse für das Arbeitsgebiet seiner Söhne, die Ingenieure waren.
Sein Sohn Eugenio Fubini (1913–1997), ein Physiker, war unter Kennedy 1963 bis 1965 Assistant Secretary of Defense in den USA und danach 1965 bis 1969 Vizepräsident für Forschung von IBM.